# هاردینگ ۲۰۰۳
سیارک ۲۰۰۳ (به انگلیسی: 2003 Harding، نامگذاری:6559P-L) دو هزار و سومین سیارک کشف شده‌است که در ۲۴ سپتامبر ۱۹۶۰ کشف شد.
قدر مطلق سیارک برابر ۱۱٫۷۰ است.